# 潟前村
潟前村（かたまえむら）は、かつて新潟県西蒲原郡にあった村。現在の新潟市の一部。1901年11月1日の合併によって消滅し、現在は新潟市西蒲区の一部となっている。
以下の記述は合併直前当時の旧潟前村に関しての記述であり、現在では名称等が異なる場合がある。なお、ここに記述されていない内容に関しては新潟市などの記事を参照。

## 沿革
- 1889年（明治22年）4月1日 - 町村制施行に伴い西蒲原郡今井村、大曽根村、国見村、新飯田潟上新田、新飯田潟下新田が合併し、潟前村が発足。
- 1901年（明治34年）11月1日 - 西蒲原郡共和村と合併し、大原村となり消滅。

## 地域
潟前村は、合併した村名を継承する以下の大字で構成される。
今井（いまい）

1889年（明治22年）まであった今井村の区域。現在の新潟市西蒲区今井。
大曽根（おおぞね）

1889年（明治22年）まであった大曽根村の区域。現在の新潟市西蒲区大曽根。
国見（くにみ）

1889年（明治22年）まであった国見村の区域。現在の新潟市西蒲区国見。